# Municipio de South Clinton
El municipio de South Clinton (en inglés: South Clinton Township) es un municipio ubicado en el  condado de Sampson en el estado estadounidense de Carolina del Norte. En el año 2010 tenía una población de 6.677 habitantes.

## Geografía
El municipio de South Clinton se encuentra ubicado en las coordenadas 34°58′17.6″N 78°19′42″O / 34.971556, -78.32833.